# Classica
Classica este o revistă franceză publicată lunar și dedicată muzicii clasice.
Pe lângă tratarea evenimentelor actuale și a istoriei muzicii, o parte a revistei este dedicată recenziei noilor înregistrări clasice și de jazz și a materialului audio.
Sloganul său este „Ce e mai bun din muzica clasică și Hi-Fi”.

## Istoria
În 1998, Stéphane Chabenat a înființat revista alături de Bertrand Dermoncourt și Jérémie Rousseau. În februarie 2004, Classica a fuzionat cu Répertoire și s-a numit Classica-Répertoire. Revista a fuzionat apoi cu Le Monde de la musique în aprilie 2009 și și-a reluat numele original.
Achiziționată de grupul L’Express în anul 2000, Classica a aparținut Groupe Altice Media între 2015 și 2017, apoi grupului EMC2 până în 2019. Este publicată din 1 noiembrie 2019 de editura Premier Loges, o filială a grupului Humensis.
Classica este în partener special al Radio Classique, al Victoires de la Musique, al Grand Prix Lycéen des Composers, al Mezzo și al Fnac.

## Structura revistei
În fiecare lună, revista cuprinde trei secțiuni principale, fiecare conținând mai multe subsecțiuni:
- Informația
  - Editorialul lui Jérémie Rousseau
  - Micuța muzică a lui Eric-Emmanuel Schmitt
  - Știri - planeta muzicii
  - Starea de spirit a lui Alain Duault
  - Nu ratați - Ieșiți
  - Cu voce tare de Benoît Duteurtre
  - O asemănare familială
  - Caiet critic - Am văzut
  - Caietele Emmei de Emmanuelle Giuliani
- Revistă
  - În prima pagină
  - Marea întâlnire
  - Compozitor
  - Portretul lui André Tubeuf
  - Pasiunea pentru muzică de Olivier Bellamy
  - Ascultând în orb
  - Universul unui muzician
- Ghid
  - Discurile
  - „Chocs” din Classica
  - CD-uri de la A la Z
  - Reeditări și oferte bune
  - Discoportretul lui Francis Brésel
  - Jazz-ul lui Jean-Pierre Jackson
  - DVD-uri
  - Hi-fi-ul lui Philippe Venturini
  - Radio-TV

## Caracteristicile revistei
În fiecare lună, revista este însoțită de două discuri: discul „Chocs” și cel al „Discotecii ideale”.
Discul „Chocs” reunește extrase din discurile lunii care au primit mențiunea „Choc de Classica” de către redacție. La fiecare sfârșit de an, revista recompensează cele mai bune înregistrări clasice (CD și DVD) acordându-le „Chocs de l'année”.
„Discoteca Ideală” este o serie de înregistrări rezervate abonaților. Acestea sunt dedicate înregistrărilor esențiale de muzică clasică, alese de redacție.
Classica publică, de asemenea, în iunie, în fiecare an, Guide des Festivals, un supliment care prezintă festivalurile organizate în Franța în timpul verii.